# Рацифандрихаманана, Кларис
Клари́с (Клари́сса) Андриамампа́ндри Рацифандрихама́нана (Clarisse Andriamampandry Ratsifandrihamanana; 5 декабря 1926, Фенуариву Ацинанана, провинция Таматаве — 28 июня 1987, Антананариву) — малагасийская писательница, поэтесса и общественная деятельница Мадагаскара.

## Биография
Имя при рождении — Клари́сса Горте́нзия Андриамампа́ндри. Родилась в семье врача. Школьное образование получала в начальной школе протестантской миссии в городке Андзиру, в школе в родном городе и элитном женском пансионе Аварадрува в Антананариву. В 1944 году там же окончила Педагогический институт Амбавахадимитафу. В 1946 году вышла замуж за доктора Анри Рацифандрихаманану, с которым у них было восемь детей, включая снискавшую известность на политическом и дипломатическом поприще Лилу Рацифандрихаманану (будущую главу министерств научных исследований и иностранных дел).
Преподавала малагасийский язык в коллеже Расаламы (1968—1973). Была муниципальным советником города Антананариву, членом Комитета солидарности Мадагаскара, членом левой Партии конгресса независимости Мадагаскара (АКФМ); с 1979 года, в период Демократической Республики Мадагаскар — председательницей Ассоциации революционных писателей и деятелей искусств Мадагаскара.
Кларисса Рацифандрихаманана начала писать, когда была маленькой — любовь к поэзии ей привил школьный учитель Жан Наривуни, ставший в дальнейшем известным поэтом. Но окончательно посвятила себя литературе (и стала печататься) после смерти своей третьей дочери в 1950 году.
Её литературный стиль очень разнообразен, как по темам, так и по художественным формам. В частности, романы «Лето» (написан в 1948, датирован 1964, опубликован в 1969 году) и «Головокружение» (написан в 1966, опубликован в 1972 году) посвящены взаимоотношениям поколений, роман «Мой ребёнок» (1967) — проблеме эмансипации женщин. Рассказы в сборнике «Отдушина» (написан в 1965, опубликован в 1974 году) — картины бытовых сцен из небольшого провинциального города. Писала также и поэзию: сборники "Salohy" («Колос», 1970), "Ari-tory" («Бессонница», 1977).
Член ряда национальных и международных литературных объединений: Союза поэтов и писателей Мадагаскара (UPEM), Ассоциации писателей стран Азии и Африки, КОМААА (Комитет малагасийских писателей за развитие литератур Азии и Африки). В 1975 году избрана членом Малагасийской академии. Получила семь важных литературных премий. Награждена тремя степенями Национального ордена Мадагаскара (1977, 1982, 1987) и орденом Почётного легиона.
Переводилась и бывала в Советском Союзе — в том числе, в качестве председателя Комитета по связям с писателями Азии и Африки участвовала в V Конференции афро-азиатских писателей в Алма-Ате и Ереване (1973) и похожем событии в Узбекистане (1984).

## Переводы на русский
- [Стихи], в сборниках: Восточный альманах, в. 2, М., 1974; Из современной малагасийской поэзии, М., 1983.
- [Рассказы]: «Кто я?», «Иностранная литература», 1976, № 4, в сборнике: Избранные произведения писателей Южной Африки, М., 1978.